# Université du Rosaire
L'université du Rosaire (en espagnol : Universidad del Rosario et officiellement Colegio Mayor de Nuestra Señora del Rosario), est une université privée colombienne située à Bogota, la capitale du pays.